# On the Rocks (canção)
On the Rocks é um single de Ricardo Cruz lançada pela Yamato Music em 12 de julho de 2015. Possui seis faixas (três músicas e suas versões instrumentais) e a faixa título ganhou um videoclipe com Hiroshi Watari. O lançamento ocorreu durante a Anime Friends do mesmo ano. Foi o único single em mídia física da carreira solo do cantor até 2024, quando o selo Tava Tava Rare, da Itália, lançou em vinil as versões de Spectreman que Cruz fez com Lucas Araújo no AnisonLab.

## Produção
A convite de Ricardo Cruz, Watari topou participar do videoclipe de "On the Rocks". O vídeo possui a estética de séries metal hero de tokusatsu, das quais Watari participou (foi o protagonista em Sharivan e Spielvan; e o Boomerman, em Jaspion, entre outros). O clipe parece ser composto de cenas de um episódio de uma série fictícia, onde o Guerreiro Galáctico Cruzer (interpretado por Watari e, na armadura, por Gutemberg Lins) enfrenta o vilão Black Higen (interpretado por Cauê Moura).
"On the Rocks", segundo Cruz, é uma homenagem a esse estilo de série japonesa, sendo o clipe até mesmo filmado em uma pedreira localizada em Barueri, bem ao estilo de como a Toei Company fazia com seus seriados. O video foi dirigido por Ariel Wollinger e Fabiano Broki.
Membro do JAM Project, Cruz convidou dois colegas para participar do álbum. Masaaki Endoh escreveu a letra de "Silent Road" com Cruz, enquanto Hironobu Kageyama faz a narração na música "Killshot".

## Faixas
| N.º            | Título                                     | Letras               | Música                        | Duração |  |
| 1.             | "On the Rocks"                             | Ricardo Cruz         | Ricardo Cruz e Carlos Tsukada | 4:27    |  |
| 2.             | "Silent Road"                              | Cruz e Masaaki Endoh | Cruz e Tsukada                | 5:28    |  |
| 3.             | "Killshot" (narração de Hironobu Kageyama) | Cruz                 | Cruz e Tsukada                | 4:47    |  |
| 4.             | "On the Rocks" (Instrumental)              |                      | Cruz e Tsukada                | 4:27    |  |
| 5.             | "Silent Road" (Instrumental)               |                      | Cruz e Tsukada                | 5:28    |  |
| 6.             | "Killshot" (Instrumental)                  |                      | Cruz e Tsukada                | 4:47    |  |
| Duração total: | Duração total:                             | Duração total:       | Duração total:                | 29:24   |  |

## Recepção
O site Cultura Pop Rigor elogiou o trabalho, dizendo que até dá vontade de ver uma série de verdade do Cruzer.
O site Judão disse que "a sonoridade é um verdadeiro tributo ao estilo de som mais clássico das séries."
O cantor Hideaki Takatori fez um cover da canção em seu canal no YouTube, com participação do próprio Cruz.

## Legado
Em 2025, Ricardo Cruz anunciou a vota do personagem no curta-metragem O Guardião Escarlate, protagonizado novamente por Gutemberg Lins, com roteiro de Daniel Paes, que também interpreta o vilão Chronos.